# 雷蒙德 (內布拉斯加州)
雷蒙德（英語：Raymond）是位於美國內布拉斯加州蘭開斯特縣的村。

## 人口
根據2020年美國人口普查的數據，雷蒙德的面積為0.34平方千米，皆為陸地。當地共有人口159人，而人口密度為每平方千米468人。